# Dryopteris komarovii
Dryopteris komarovii är en träjonväxtart som beskrevs av Kossinsky. Dryopteris komarovii ingår i släktet Dryopteris och familjen Dryopteridaceae. Inga underarter finns listade.